# دالاس ديمبستر
دالاس ديمبستر (بالإنجليزية: Dallas Dempster)‏ هو شخصية أعمال أسترالي، ولد في 27 أغسطس 1941 في ندلاندز ‏ في أستراليا.